# Burg Wünnenberg
Die Burg Wünnenberg ist eine abgegangene Stadtburg der Edelherren von Büren innerhalb der Stadt Bad Wünnenberg im Kreis Paderborn in Nordrhein-Westfalen.

## Geschichte
Um 1300 wurde durch die Edelherren von Büren die befestigte Stadt Wünnenberg gegründet, vermutlich wurde im selben Zug auch die Burg errichtet. 1355 verkaufen sie Burg und Stadt an das Bistum Paderborn. 1362 verpfändete das Hochstift Paderborn die Burg an Friedrich und Olbrich von Brenken. Als Auflage wurde festgelegt, dass die Pfandsumme für Bauarbeiten in der Burg verwendet werden soll. Die nachfolgenden Pfandinhaber waren die Herren von Padberg und von Spiegel. 1379 folgten in der gleichen Rolle die Herren von Westphalen, ein Fünftel ihrer Pfandsumme sollte an Turm, Burg und Graben verbaut werden. In der Mitte des 15. Jhs. wurde die Burg in der Spiegelschen-Westfalenschen Fehde schwer beschädigt. 1656 wurde die Pfandschaft durch die Paderborner Kirche eingelöst. Die Burg war zu diesem Zeitpunkt bereits zerstört.

## Beschreibung
Die einzige mögliche Quelle zur Gestalt der Burg ist eine recht schematische Abbildung Wünnenbergs aus dem Jahr 1637, die ein die anderen Häuser überragendes, rechteckiges Gebäude mit Satteldach nach Art der Burg Lichtenau zeigt.